# Campeonato Catarinense de Beach Soccer de 2011–12
O Campeonato Catarinense de Beach Soccer de 2011-12 foi a 1ª edição da principal divisão do futebol catarinense de futebol de areia. A disputa ocorreu entre 8 clubes de 14 à 22 de janeiro. O Avaí se sagrou campeão, tendo o Barrense como vice.

## Equipes Participantes
| Equipe         | Município     |
| -------------- | ------------- |
| Avaí           | Florianópolis |
| Barrense       | Florianópolis |
| Capicuys       | Florianópolis |
| Chico Science¹ | Florianópolis |
| Dragon         | São Ludgero   |
| Imbivel        | Imbituba      |
| Limeira        | Garopaba      |
| SERBL          | Florianópolis |

¹ Substituiu a Embraed Campeã da Seletiva de Balneário Camboriú, que desistiu um dia antes do inicio da competição.

## Regulamento
A competição foi disputada em 3 fases, de acordo com a forma abaixo especificada:
1ª Fase – Classificatória
2ª Fase – Semifinal
3ª Fase – Final
Na primeira fase, as oito equipes participantes foram divididas em dois grupos de quatro, e jogaram dentro do grupo em turno único.
Classificaram-se para a 2ª Fase da competição, os dois primeiros colocados de cada grupo na 1ª fase, aplicando-se os critérios de desempates quando necessário.
2ª Fase – Semifinal
A segunda fase (semifinal), foi disputada em jogo único definido da seguinte forma:
Jogo 1 - 1º colocado do Grupo A x 2º colocado do Grupo B
Jogo 2 - 1º colocado do Grupo B x 2º colocado do Grupo A
3ª Fase – Final
Nesta fase os vencedores das semifinais fizeram a final em um jogo único, enquanto que os perdedores disputaram o 3º lugar. O vencedor desta fase (final), foi declarado o campeão da competição.
Em qualquer fase da competição, se o jogo terminar empatado no tempo regulamentar, seria disputada uma prorrogação de 3 minutos. Caso o placar se mantivesse empatado após a prorrogação, seriam cobrados pênaltis da marca imaginária. O time que tivesse um gol de vantagem sobre o outro com o mesmo número de pênaltis cobrados, seria declarado o vencedor.
Critérios de desempate
Em caso de empate na classificação da fase de grupos, os critérios de desempate abaixo foram utilizados na seguinte ordem:
1. Pontos ganhos;
2. Maior número de vitórias (tempo regulamentar);
3. Maior saldo de gols;
4. Maior número de gols marcados;
5. Menor número de gols sofridos;
6. Menor número de cartões vermelhos;
7. Menor número de cartões amarelos;
8. Sorteio.

Somente os gols marcados durante o jogo e/ou prorrogação, foram computados para efeito de critérios de desempate.

## Primeira fase

### Grupo A
| 1 | Barrense | 9 | 3 | 3 | 0 | 21 | 14 | +7 | 100  |
| 2 | Limeira  | 6 | 3 | 2 | 1 | 17 | 12 | +5 | 66,7 |
| 3 | Imbivel  | 3 | 3 | 1 | 2 | 14 | 17 | -3 | 33,3 |
| 4 | SERBL    | 0 | 3 | 0 | 3 | 14 | 23 | -9 | 0,0  |
| PG - pontos ganhos; J - jogos; V - vitórias; D - derrotas; GP - gols pró; GC - gols contra; SG - saldo de gols; AP - aproveitamento em porcentagem |          |   |   |   |   |    |    |    |      |

|  |                          |
|  | Classificados à 2ª Fase. |

| 14 de janeiro de 2012 | SERBL | 3 – 7 | Limeira |  |
| 9:00                  |       |       |         |  |

| 14 de janeiro de 2012 | Imbivel | 4 – 6 | Barrense |  |
| 10:00                 |         |       |          |  |

| 14 de janeiro de 2012 | SERBL | 6 – 10 | Barrense |  |
| 16:30                 |       |        |          |  |

| 14 de janeiro de 2012 | Imbivel | 4 – 6 | Limeira |  |
| 17:30                 |         |       |         |  |

| 15 de janeiro de 2012 | SERBL | 5 – 6 | Imbivel |  |
| 10:00                 |       |       |         |  |

| 15 de janeiro de 2012 | Barrense | 5 – 4 | Limeira |  |
| 11:00                 |          |       |         |  |

### Grupo B
| 1 | Avaí          | 9 | 3 | 3 | 0 | 25 | 9  | +16 | 100  |
| 2 | Capicuys      | 6 | 3 | 2 | 1 | 16 | 17 | -1  | 66,7 |
| 3 | Dragon        | 3 | 3 | 1 | 2 | 18 | 25 | -7  | 33,3 |
| 4 | Chico Science | 0 | 3 | 0 | 3 | 16 | 24 | -8  | 0,0  |
| PG - pontos ganhos; J - jogos; V - vitórias; D - derrotas; GP - gols pró; GC - gols contra; SG - saldo de gols; AP - aproveitamento em porcentagem |               |   |   |   |   |    |    |     |      |

|  |                          |
|  | Classificados à 2ª Fase. |

| 14 de janeiro de 2012 | Chico Science | 3 – 6 | Avaí |  |
| 11:00                 |               |       |      |  |

| 14 de janeiro de 2012 | Dragon | 4 – 6 | Capicuys |  |
| 12:00                 |        |       |          |  |

| 14 de janeiro de 2012 | Capicuys | 6 – 4 | Chico Science |  |
| 18:30                 |          |       |               |  |

| 14 de janeiro de 2012 | Dragon | 2 – 10 | Avaí |  |
| 19:30                 |        |        |      |  |

| 15 de janeiro de 2012 | Chico Science | 9 – 12 | Dragon |  |
| 12:00                 |               |        |        |  |

| 15 de janeiro de 2012 | Capicuys | 4 – 9 | Avaí |  |
| 13:00                 |          |       |      |  |

## Finais
|  | Semifinal      |           |           |  |                |                     |                     |                     |
|  | Florianópolis. | Barrense  | 7         |  |                |                     |                     |                     |
|  | Florianópolis. | Capicuys  | 3         |  |                | Final               | Final               | Final               |
|  |                |           |           |  |                | Florianópolis.      | Barrense            | 7                   |
|  | Semifinal      | Semifinal | Semifinal |  | Florianópolis. | Avaí                | 8                   |                     |
|  | Florianópolis. | Avaí      | 6,(0),(1) |  |                |                     |                     |                     |
|  | Garopaba.      | Limeira   | 6,(0),(0) |  |                | Disputa do 3° lugar | Disputa do 3° lugar | Disputa do 3° lugar |
|  |                |           |           |  |                | Florianópolis.      | Capicuys            | 1(1)                |
|  |                |           |           |  |                | Garopaba.           | Limeira             | 1(0)                |

- Estão em negrito os vencedores de cada disputa.

## Campeão
| Campeonato Catarinense de Beach Soccer de 2011-12 |
| ------------------------------------------------- |
| AVAÍ 1º Título                                    |

## Principais Artilheiros[3]
| Gols | Jogador | Clube         |
| ---- | ------- | ------------- |
| 10   | Joel    | Barrense      |
| 8    | Josias  | Avaí          |
| 8    | Gesiel  | Barrense      |
| 8    | Samoel  | Chico Science |